# Icilia de tribunis
Icilia de tribunis va ser una antiga llei romana aprovada a proposta del tribú de la plebs Espuri Icili (o potser per Espuri Sicini, d'on la llei s'anomenaria lex Sicinia de tribunis) l'any 492 aC, quan eren cònsols Tit Gegani Macerí i Publi Minuci Augurí.
Prohibia contradir o interrompre a un tribú mentre parlava al poble, i imposava a l'infractor una multa que havia de determinar el mateix tribú junt amb els seus col·legues; si el culpable no podia pagar havia de presentar fiadors i si no ho feia podia ser condemnat a mort i a la confiscació de tots els seus béns.